# 溶解破錠
溶解破錠（ようかいはじょう、英語：melting burst）は、王水などの濃度の高い無機酸系の液体を数種類混合した液体を鍵穴に注入してシリンダー内の構造物を溶解して開錠する手法である。メルティング、もしくはKGB破錠とも言われる。

## 概要
シリンダーの構造にもよるが、そのまま注入しただけでは溶液が流れ出てしまうため、予め鍵穴から高分子吸収剤などを入れておき、それに液体を吸収させて保持させる方法がとられる場合が多い。高分子吸収剤は、カルボキシメチルセルロースナトリウム系のものが一般に使用され、これによって自重の数十倍～数百倍もの液体が吸収でき、シリンダー内に液体が保持できる。
主に、クルマやロッカー、住宅錠の一部に使用されているディスクタンブラー構造のシリンダー錠を解錠するために用いられる。これは、ピッキング等の無傷解錠ではなく、カギ内部の構造破壊に属する解錠方法であるが、音は全く出ない上、現場での作業時間も短時間で済むため、犯罪に用いられた場合は犯罪者を見つけ難い。溶液によっては数分でタンブラーを溶かし解錠に至る。完全に溶かしきらないまでも、その強度や機能を保てなくなり、この状態で内筒に何らかの回転力をかけることで解錠に至るという原理である。
これはディスクタンブラー式シリンダーの構造的弱点を狙った手法であり、ピッキングで狙われて製造中止に至ったディスクシリンダー錠や、現在流通しているロータリーディスクシリンダー錠、同様のディスクタンブラー方式のシリンダー錠も、全てこの手法により簡単に解錠可能となる。特殊な技術は全く必要とせず、ただ溶液を流し入れるだけの方法なので、以前に社会問題となったピッキング行為よりも容易である。